# Tropidopola longicornis
Tropidopola longicornis är en insektsart som först beskrevs av Franz Xaver Fieber 1853.  Tropidopola longicornis ingår i släktet Tropidopola och familjen gräshoppor. Inga underarter finns listade i Catalogue of Life.